# Ferdinand aus der Fünten

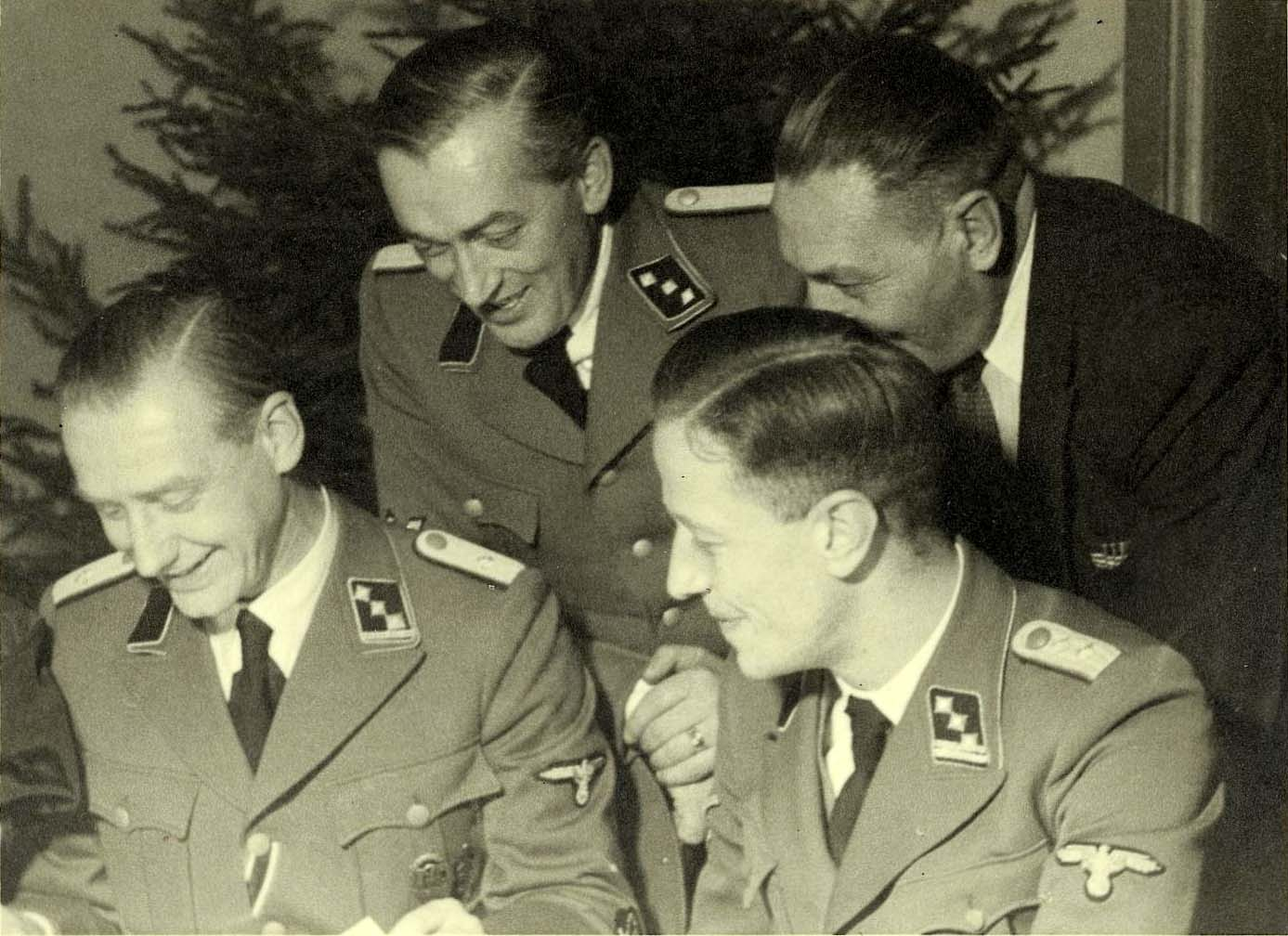
Aus der Fünten (unten rechts) mit Gemmeker, Hassel und Scheltnes (Liro)

Ferdinand Hugo aus der Fünten (* 17. Dezember 1909 in Mülheim an der Ruhr; † 19. April 1989 in Duisburg) war während des Zweiten Weltkriegs im Range eines SS-Hauptsturmführers Leiter der Zentralstelle für jüdische Auswanderung in Amsterdam. Er war mitverantwortlich für die Deportation von Juden aus den Niederlanden in die deutschen Konzentrations- und Vernichtungslager.

## Leben
Fünten trat 1932 der SS (SS-Nummer 102.626) und zum 1. November desselben Jahres der NSDAP bei (Mitgliedsnummer 1.364.775), er war zunächst Mitarbeiter im von Adolf Eichmann geleiteten Judenreferat des Reichssicherheitshauptamtes (RSHA). Nach der deutschen Besetzung der Niederlande leitete er zusammen mit Willy Lages als Nachfolger von Hellmuth Reinhard die Zentralstelle für jüdische Auswanderung in Amsterdam. In dieser Funktion unterstand er dem Befehlshaber der Sicherheitspolizei und des SD (BdS) in Den Haag Hanns Albin Rauter und organisierte die Registrierung und Verhaftung von niederländischen Juden. Diese wurden in das Durchgangslager Westerbork gebracht, in die Vernichtungslager im annektierten Polen deportiert und dort ermordet. Unter den Deportierten befanden sich auch körperlich und psychisch kranke Juden aus Amsterdam und der Klinik Het Apeldoornsche Bosch. Juden, die in „Mischehen“ mit Nicht-Juden verheiratet waren, drohte er die Deportation an, um ihre Sterilisierung zu erzwingen. 1941 wurde er zum SS-Hauptsturmführer ernannt.
Nach Kriegsende wurde Fünten am 12. Juli 1950 vom Sonderkassationshof der Niederlande zum Tode verurteilt (Tatkomplex: „Andere Massenvernichtungsverbrechen“). Die Todesstrafe wurde am 4. Januar 1951 in eine lebenslange Gefängnisstrafe und diese wiederum 1988 in eine zeitige Freiheitsstrafe umgewandelt. Aus der Fünten wurde in Breda mit Willy Lages, Joseph Kotalla und Franz Fischer als einer der Vier von Breda inhaftiert. Lages wurde 1966 wegen ernsthafter Erkrankung freigelassen, Kotalla starb im Gefängnis. Fünten und Fischer wurden am 27. Januar 1989 entlassen und nach Deutschland abgeschoben. Kurz nach seiner Freilassung starb Fünten am 19. April 1989.